# Bitiče
Bitiče so naselje v Občini Litija.